# Bitwa pod Zborowem (obraz Jana Piotra Norblina)
Bitwa pod Zborowem – batalistyczny obraz olejny dla króla Stanisława Augusta Poniatowskiego namalowany w 1780 przez francuskiego malarza, rysownika i grafika Jana Piotra Norblina. Obraz wypożyczony długoterminowo z Muzeum Ziemi Tarnowskiej w Tarnowie znajduje się w zbiorach Muzeum Narodowego w Krakowie.

## Opis obrazu
Bitwa pod Zborowem jest jednym z pierwszych w Polsce obrazów historycznych, komponowanych dla przywołania przeszłości – nierozstrzygniętej bitwy pod Zborowem w sierpniu 1649 podczas powstania Chmielnickiego.  Norblin – z pochodzenia Francuz – ukazał na obrazie statyczny pochód wojsk złożony z szeregu postaci zdążających w głąb sceny z rozległym krajobrazem. Króla Jana Kazimierza, wskazującego szablą kierunek ataku, umieścił na pierwszym planie, w lewym dolnym krańcu obrazu. Norblin chcąc schlebić polskiemu królowi, przedstawił bitwę pod Zborowem w konwencji znanej mu z dworskiego malarstwa francuskiego, stosowanej w XVII wieku na dworze najsłynniejszego i najczęściej naśladowanego monarchy europejskiego, Ludwika XIV.